# Нова српска странка
Нова српска странка (краће: НСС) је хрватска политичка партија која заступа интересе српске заједнице у Хрватској.

## Оснивање и програм странке
Странка је основана 1. фебруара 2009. године у Вуковару и делује на подручју Вуковарско-сремске и Осјечко-барањске жупаније. Председник странке је Светислав Лађаревић.
Странка је демократске оријентације која српском питању приступа као питању изградње грађанског друштва у Републици Хрватској, друштва социјалне равноправности и мултикултуралности. Странка се противи употреби насиља у политичке сврхе те осуђује све који су починили ратне злочине. Залаже се за ревизију и поништење пресуда у оним случајевима у којима су припадници српске заједнице оптужени и пресуђени без потребних доказа или на основу једностране и арбитрарне одлуке. Странка потенцира националну, језичку и верску равноправност Срба, али и припадника друге заједнице. Посебан нагласак странка ће ставити на школску аутономију Срба у Хрватској, на очување мањинског идентитета Срба те мултиетнички и мултикултурални концепт школа у коме ће мањински идентитет бити изједначен са другима. Странка се залагаже за интеграцију Републике Хрватске у све међународне организације и асоцијације које су од интереса за све њене грађане. Такође, странка ће се залагати за добросуседске односе са Србијом и Босном и Херцеговином, међусобну сарадњу и повезивање на основи интереса. Унутар Хрватске Странка ће инсистирати на солидарности у развоју односно подршци развоју слабије развијених подручја, те ће подржавати уравнотежени регионализам. Деловаће и на развоју друштвене свести и збрињавању појединаца с нагласком на оне који се не могу бринути за себе и своју породицу.

## Активности
На председничким изборима у Хрватској 2009. године Странка је заједно са Демократском партијом Срба дала подршку председничком кандидату Социјалдемократске партије Иви Јосиповићу, касније изабраном председнику Републике Хрватске.
Странка је члан Коалиције „Српска слога“.